# Pingisheuvelrug
De Pingisheuvelrug, Zweeds – Fins – Samisch : Pingisharju, is een heuvelrug in het noorden van Zweden. De heuvelrug ligt in de gemeente Kiruna op de oevers van de Pingisrivier op minder dan vijf kilometer van de grens met Finland. De Pingisberg maakt geen deel uit van de rug, want ligt aan de overzijde van de rivier op ongeveer vier kilometer afstand. De heuvelrug steekt boven het moeras in de omgeving uit en ligt ongeveer 120 kilometer ten oosten van de stad Kiruna.